# Bodenaustausch
Ein Bodenaustausch (auch Bodenersatz oder Bodenauswechslung) kann notwendig werden, wenn auf nicht tragfähigem Boden eine standsichere Gründung ausgeführt werden muss. Neben der Möglichkeit der Tiefgründung eignet sich der Bodenaustausch für Bodenschichten mit geringer Mächtigkeit (Dicke). Boden mit größerer Mächtigkeit oder das Fehlen eines geeigneten Ersatzbodens können die Kosten für das Bodenaustauschverfahren stark erhöhen und unwirtschaftlich machen. 

## Verfahren
Der nicht tragfähige Boden wird mit Bagger oder Saugbagger ausgehoben. Anschließend erfolgt der Einbau des tragfähigen Materials. Dabei ist auf eine lagenweise Verdichtung und eine ausreichende Lagerungsdichte zu achten. Im Allgemeinen sollte eine Lage nicht höher überschüttet werden als 30 cm und eine Proctordichte von ≥ 100 % besitzen.
Ist ein Bodenaustausch unterhalb des Grundwasserspiegels durchzuführen, kann keine lagenweise Verdichtung erfolgen. In diesem Fall muss eine Tiefenverdichtung angewendet werden oder der fehlende Boden mit Magerbeton aufgefüllt werden.

## Weitere Methoden
Bei bestimmten Böden (weiche Konsistenz und bindige Zusammensetzung) kann auch auf einen Austausch verzichtet werden und direkt ein (Straßen-)Damm aufgeschüttet werden. Das Eigengewicht des Dammes verdrängt das nicht tragfähige Material zur Seite. Dabei ist darauf zu achten, dass sich die Setzungen in Grenzen halten, da sonst Schäden an der Dammoberseite entstehen können.
Eine Sonderform des Bodenaustausches ist das Moorsprengverfahren. Dieses Verfahren kann nur in stark wasserhaltigen Böden (Torf, Moor) angewendet werden. In diesem Fall wird das Bodenmaterial bei der Sprengung verdrängt.
Eine besonders kostengünstige Alternative stellt auch der Einsatz von Geokunststoffen (z. B. Geogitter) dar.